# Svegliarsi un anno fa
Svegliarsi un anno fa è il secondo album di Raf, il primo in italiano del cantautore, pubblicato nel 1988. 

## Descrizione
Il disco contiene otto canzoni. Il brano d'apertura, che dà il titolo all'album, tratta un tema particolarmente attuale negli anni ottanta come quello della sieropositività. Il primo 45 giri tratto dall'album è stato invece il quinto brano della tracklist: Inevitabile follia, che ha segnato il debutto dell'artista pugliese al Festival di Sanremo. Il sapore di un bacio viene scritto da Lucio Dalla, Gaetano Curreri e Saverio Grandi, mentre L'aeroplano è scritta a quattro mani con Francesco Baccini.

## Tracce
1. Svegliarsi un anno fa – 4:58 (Giancarlo Bigazzi, Raf)
2. Il sapore di un bacio – 4:01 (Lucio Dalla, Gaetano Curreri, Saverio Grandi)
3. L'aeroplano – 4:06 (Francesco Baccini, Raf)
4. Inevitabile follia – 4:28 (Giancarlo Bigazzi, Raf)
5. Guai – 5:17 (Giancarlo Bigazzi, Raf)
6. Non sei tu – 4:46 (Cheope, Raf)
7. Sabbia nei bar – 4:20 (Giancarlo Bigazzi, Raf)
8. Due occhi deserti – 4:43 (Raf, Gianna Albini, Milli Polonia, Richard Ursillo)

## Formazione
- Raf – voce, chitarra
- Umberto Tozzi – chitarra
- Maurizio Bozzi – basso
- Mario Manzani – chitarra
- Massimo Pacciani – batteria, percussioni
- Sergio Gistri – tromba
- Stefano Scalzi – trombone
- Stefano Cantini – sassofono soprano, sassofono tenore
- Betty Vittori, Claudio Guidetti, Danilo Amerio, Aldo De Scalzi, Betty Maineri – cori